# Ailuroedus melanocephalus
L'uccello gatto testanera (Ailuroedus melanocephalus Ramsay, 1883) è un uccello passeriforme della famiglia Ptilonorhynchidae.

## Etimologia
Il nome scientifico della specie, melanocephalus, deriva dal greco e significa "dalla testa nera" (dall'unione delle parole μελανος/melanos, "nero", e κεφαλη/kephalē, "testa"), in riferimento alla livrea di questi uccelli: il loro nome comune altro non è che la traduzione di quello scientifico.

## Descrizione

### Dimensioni
Misura 29 cm di lunghezza, per 140-205 g di peso: a parità d'età, i maschi sono leggermente più grossi e robusti rispetto alle femmine.

### Aspetto
Si tratta di uccelli dall'aspetto massiccio e robusto, muniti di testa piccola e arrotondata con becco forte e robusto di forma conica, lievemente ricurvo verso il basso nella sua parte distale, zampe allungate e robuste, ali lunghe e digitate e coda piuttosto lunga, sottile e di forma rettangolare.

Nel complesso, l'uccello gatto testanera ricorda molto l'affine (e secondo alcuni conspecifico) uccello gatto guancenere, rispetto al quale presenta colorazione scura cefalica più estesa.
Il piumaggio si presenta di colore bruno-nerastro (da cui il nome comune ed il nome scientifico) su fronte, vertice, nuca, guance, zona perioculare e zona di confine fra gola e petto, mentre il resto della testa è bianco-grigiastro: dorso, ali e coda sono di colore verde scuro, mentre petto, fianchi e ventre sono di colore beige-bruno, con presenza di penne orlate di scuro sulle prime due parti.
Il becco è di color avorio con sfumature grigio-azzurrine specialmente nella sua parte basale, mentre le zampe si presentano proprio di quest'ultimo colore: gli occhi sono invece di colore rosso cupo. 

## Biologia
L'uccello gatto testanera presenta abitudini di vita essenzialmente diurne, passando la maggior parte della propria giornata muovendosi nel proprio territorio al duplice scopo di pattugliarlo contro eventuali intrusi conspecifici (mentre in genere questi uccelli sono piuttosto schivi e difficili da avvistare) e di reperire il cibo: questi uccelli vivono in coppie e divengono aggressivi specialmente durante il periodo degli amori, mentre all'infuori di esso non è infrequente che esemplari conspecifici di passaggio nel territorio vengano ignorati.

### Alimentazione
L'uccello gatto testanera si ciba essenzialmente di frutta e bacche, reperite direttamente sugli alberi o anche al suolo: oltre a ciò, questi uccelli si cibano anche di semi, granaglie, germogli, foglioline e fiori, integrando sporadicamente la propria dieta con piccoli animali quali grossi invertebrati e piccoli vertebrati.

### Riproduzione
Mancano dati in merito alle abitudini riproduttive di questa specie, principalmente in virtù del fatto che a lungo questi uccelli siano stati considerati come una sottospecie, e come tale non studiati in maniera esauriente: tuttavia, si ha motivo di ritenere che esse non differiscano in maniera significativa, per modalità e tempistica, da quanto osservabile fra le specie congeneri. 

## Distribuzione e habitat
L'uccello gatto testanera è endemico di Papua Nuova Guinea, della quale popola la fascia a sud della penisola di Huon compresa fra il distretto di Karimui-Nomane ed i monti Herzog.
L'habitat di questi uccelli è rappresentato dalla foresta pluviale temperata pedemontana e montana nonché dalla foresta monsonica valliva, con predilezione per le aree di foresta primaria o anche secondaria, purché ben matura.

## Tassonomia
Fino a tempi recenti, l'uccello gatto testanera veniva considerato una sottospecie dell'uccello gatto guancenere: gli esami di carattere genetico hanno tuttavia evidenziato la distanza filetica fra i due taxa, ritenuta tale da giustificare l'elevazione di questi uccelli al rango di specie a sé stante.
La specie è monotipica.